# Сальвадор Гарсія
Сальвадор Гарсія (ісп. Salvador García, також відомий, як Сальва ісп. Salva; нар. 4 березня 1961, Сант-Адріа-да-Базос) — іспанський футболіст, що грав на позиції захисника.
Виступав, зокрема, за клуби «Барселона» та «Реал Сарагоса», а також національну збірну Іспанії.
Володар Кубка Іспанії з футболу та Кубка володарів кубків.

## Клубна кар'єра
Вихованець футбольної школи клубу «Барселона».
У дорослому футболі дебютував 1979 року виступами за команду клубу «Барселона Б», в якій провів три сезони та провів 57 матчів. 
Два роки (1982—1984) пробув в оренді в складі клубу «Реал Сарагоса». Більшість часу, проведеного у складі сарагоського «Реала», був основним гравцем захисту команди.
Згодом до 1986 року грав у складі команд клубів «Барселона Б» та «Еркулес» (на правах оренди).
З 1986 року знову, цього разу три сезони захищав кольори команди клубу «Барселона» і цього разу він провів в основі «Барси» 21 матч. 
Завершив професійну ігрову кар'єру у клубі «Логроньєс», за команду якого виступав протягом 1989—1992 років.

## Виступи за збірну
1983 року дебютував в офіційних матчах у складі національної збірної Іспанії. Протягом кар'єри у національній команді, яка тривала усього 2 роки, провів у формі головної команди країни 6 матчів.
У складі збірної був учасником чемпіонату Європи 1984 року у Франції, де разом з командою здобув «срібло».

## Титули і досягнення
- Володар Кубка іспанської ліги (1):

«Барселона»: 1986
- Володар Кубка Іспанії з футболу (1):

«Барселона»: 1988
- Володар Кубка володарів кубків УЄФА (1):

«Барселона»: 1989
Збірні
- Віце-чемпіон Європи: 1984